# Cyatholipus quadrimaculatus
Espèce
Synonymes
- Moero quadrimaculata O. Pickard-Cambridge, 1904

Cyatholipus quadrimaculatus est une espèce d'araignées aranéomorphes de la famille des Cyatholipidae.

## Distribution
Cette espèce est endémique du Cap-Occidental en Afrique du Sud,.

## Description
Le mâle décrit par Griswold en 1987 mesure 1,59 mm et la femelle 1,88 mm.

## Publication originale
- Simon, 1894 : Histoire naturelle des araignées. Paris, vol. 1, p. 489-760 (texte intégral).